# Nastaunik
Nastaunik (biał. Настаўнік, ros. Наставник, Учитель, dosł. nauczyciel) – przystanek kolejowy w miejscowości Czarnucha, w rejonie grodzieńskim, w obwodzie grodzieńskim, na Białorusi.
Jest to ostatni przystanek linii na Białorusi. Po rozpadzie Związku Sowieckiego linia po stronie litewskiej została zlikwidowana. Tym samym przystanek Nastaunik został przystankiem krańcowym.